# Lirio (Italien)
Lirio ist eine Gemeinde mit 125 Einwohnern (Stand 31. Dezember 2023) in der südwestlichen Lombardei im Norden Italiens. Die Gemeinde liegt etwa 23 Kilometer südsüdöstlich von Pavia am Scuropasso in der Oltrepò Pavese und gehört zur Comunità Montana Oltrepò Pavese.